# Vårdinge landskommun
Vårdinge landskommun var en tidigare kommun i Stockholms län.

## Administrativ historik
Den 1 januari 1863, när kommunalförordningarna började tillämpas, skapades över hela riket cirka 2 500 kommuner, varav 89 städer, 8 köpingar och resten landskommuner. Då inrättades i Vårdinge socken i Öknebo härad i Södermanland denna kommun. 
1952 genomfördes den första av 1900-talets två genomgripande kommunreformer i Sverige. Landskommunen blev då en del av den nya  "storkommunen"  Järna som 1971 uppgick i Södertälje kommun.

## Politik

### Mandatfördelning i Vårdinge landskommun 1946
| 1 | 10 | 2 | 4 | 3 |

| 17 | 3 |